# Mario Berousek
Mario Berousek (* 14. října 1974, Praha) je český artista a žonglér s kužely z rodiny Berousků. Je nejrychlejším žonglérem kuželů na světě a držitelem světového rekordu v žonglování. Rodiče - Ferdinand Berousek a Sonja – jsou známí pod uměleckým jménem „Fredys“. Manželka Andrea, rozená Janečková, je vnučkou Bohumila Berouska, a je známá pod uměleckým jménem Berossini.

## Berouskové

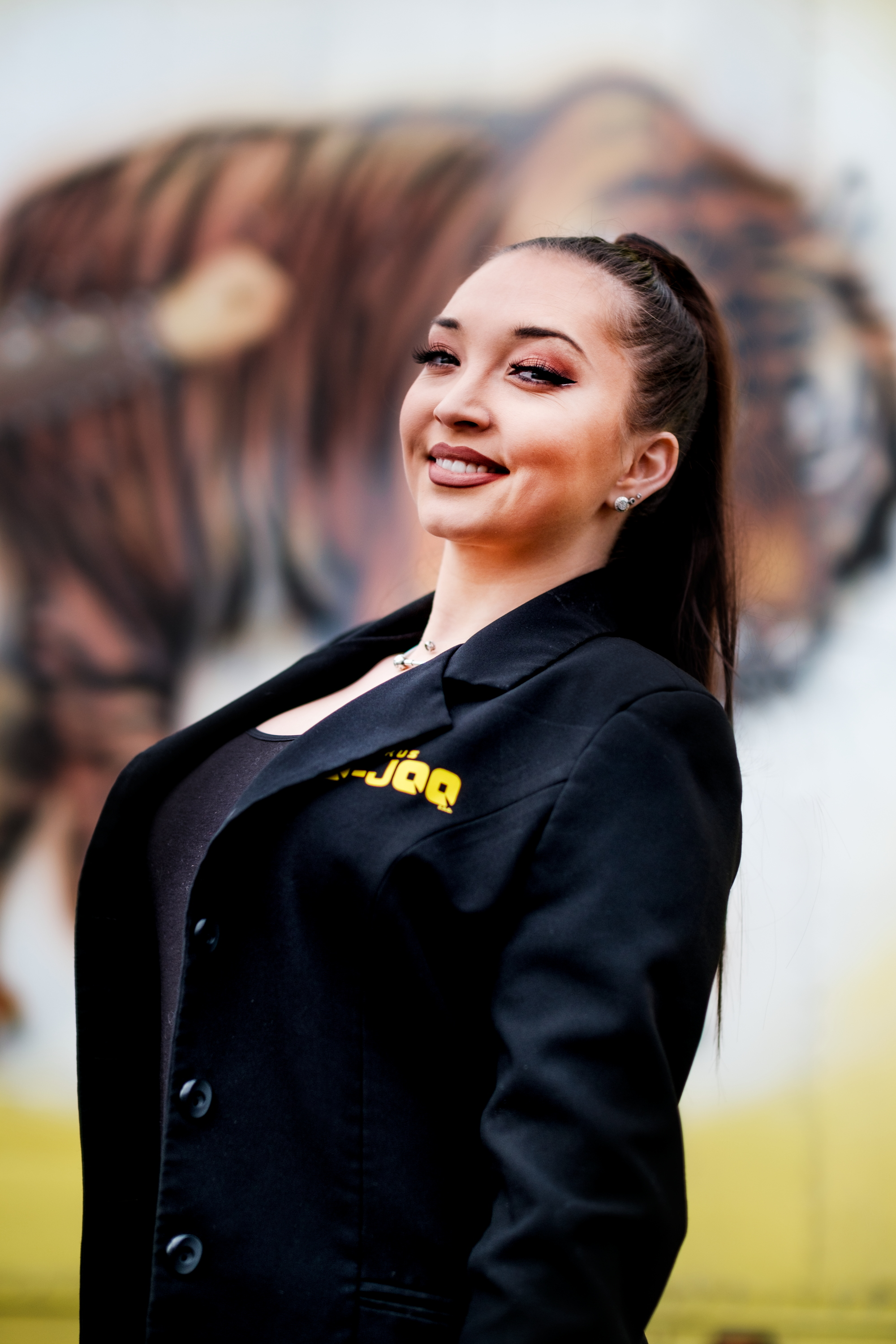
Dcera Sharon Berousek u Cirkusu Jo-Joo v roce 2021

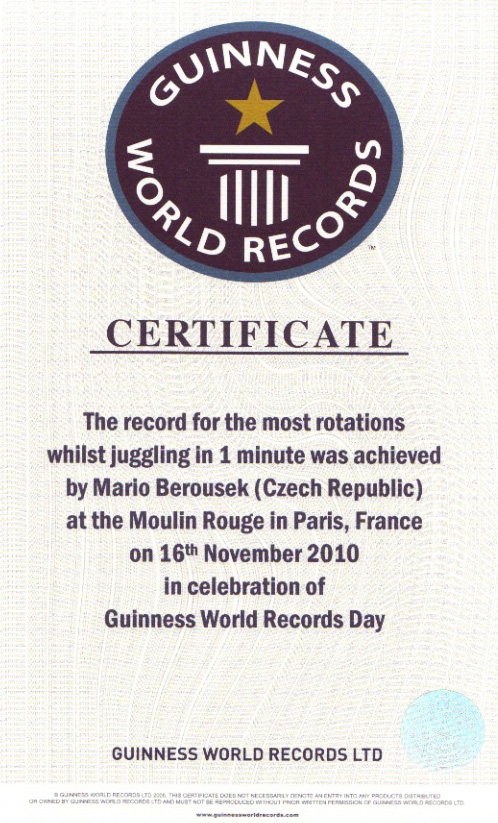

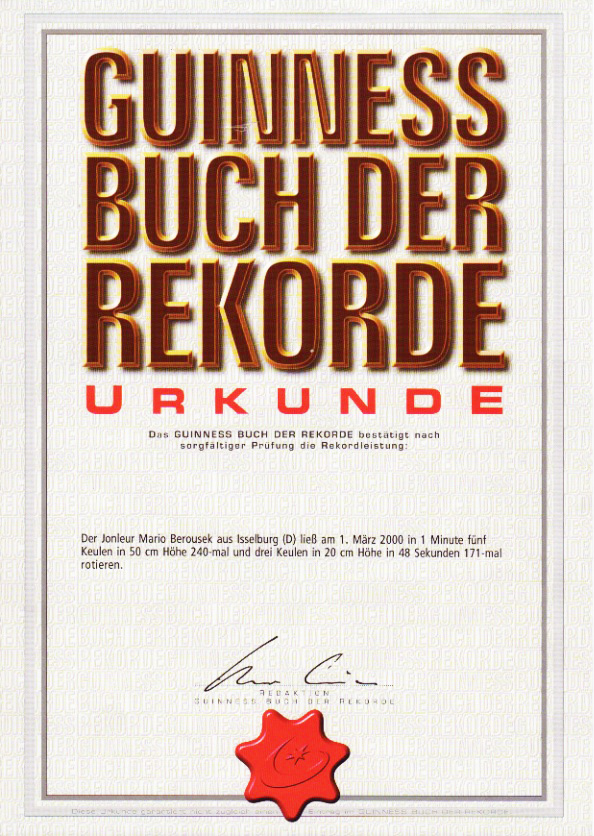

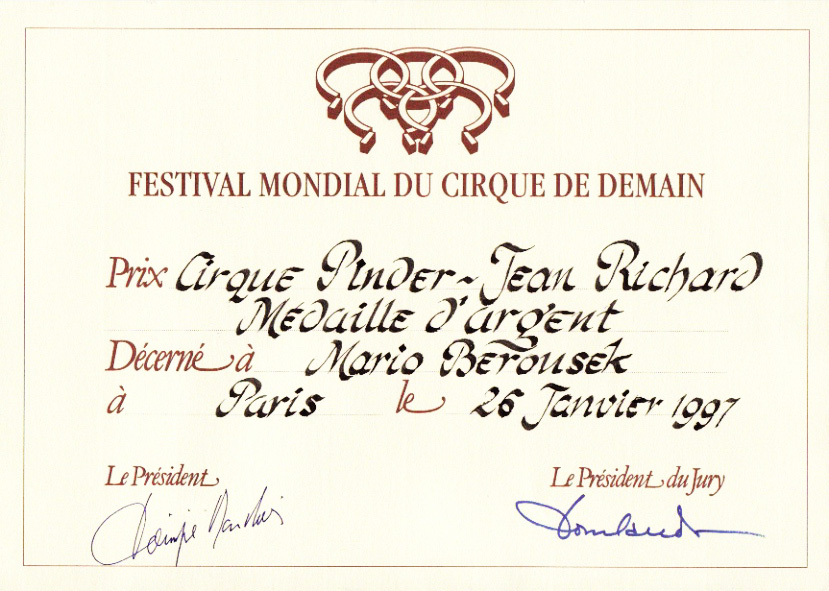
http://www.berousek.com/

Historie dynastie Berousků se datuje do roku 1756, kdy se rodina objevila ve Vilémově v okrese Čáslav. Prvním umělcem této rodiny byl Mariův předek Josef Berousek, který v roce 1829 začal vystupovat jako komik a loutkař.
Jeho rodiče Ferdinand Berousek a Sonja jsou známí pod jménem „Fredys“. Má bratra Roberta Berouska. Mariova manželka Andrea, rozená Janečková, je vnučkou Bohumila Berouska, a je známá pod jménem Berossini. Mario a Andrea mají pět dětí: Sharon, Vanessu, Nicole, Priscillu a Maria-Ignacia.
Mario Berousek s žonglováním začal, když mu bylo 10 let, a své první živé vystoupení absolvoval již ve věku 11 let. Od roku 2008 obchod Mister Babache vyrábí a prodává originální kužely, které vytvořil Mario Berousek jako „Flash Clubs“ – nejlepší žonglovací kužely pro rychlostní žongléry.

## Ocenění
- Stříbrná medaile na 20. ročníku festivalu Festival de Demain, Paříž 1997
- Zvláštní cena na 23. ročníku Mezinárodního cirkusového festivalu, Monte Carlo 1999

## Světové rekordy
Berousek drží následující světové rekordy v rychlostním žonglování s kužely:
- 5 kuželů o výšce 50 cm – 240 chycení za 1 minutu – Hannover, 2000;
- 3 kužely o výšce 20 cm – 171 chycení za 48 sekund - Hannover, 2000;
- 5 kuželů s nejvyšším počtem rotací při žonglování po dobu jedné minuty (735×) - Moulin Rouge, Paříž, 2010;
- 5 kuželů s nejvyšším počtem chycení během 30 sekund (128×) - Moulin Rouge, Paříž, 2010.[4]

## Významná vystoupení
- 14. července 2000 se objevil jako zvláštní host na koncertu Joe Cockera v německém městě Bocholt.
- V letech 2001 a 2004 byl hostem v televizní show Patricka Sebastiena.
- Od roku 2009 do roku 2012 žongloval v pařížském kabaretu "Moulin Rouge Cabaret",[5] při příležitosti jeho 120. jubilea.
- 2014 vystupoval na galavečeru Formule 1 ve "Sporting Club" v Monaku.[6]
- V listopadu 2002 podpořil program „Krebskranke Kinder“ (Děti s rakovinou) v Hannoveru. V Paříži v červnu 2012 podpořil Lee-Ann Watson - BAN South Africa na klinice pro děti s onemocněním HIV v Jižní Africe. V únoru 2014 pomáhal se získáváním prostředků na nákup biologické čističky vody pro nemocnici v Africe v rámci 3. společenského večera "Zlaté Prahy" ve Vinoři.[7]